# Gregorio Martínez Gómez
Gregorio Martínez Gómez (Burgos, 1834-Zaragoza, 1887) fue un escritor, profesor y bibliotecario español.

## Biografía
Nacido el 25 de mayo de 1834 en Burgos, fue profesor de la Facultad de Filosofía y Letras de Zaragoza además de bibliotecario de dicha universidad. También cultivó la poesía. Durante muchos años ejerció el profesorado en Valladolid y tomó parte activa en el movimiento literario de la ciudad. En 1871 obtuvo un premio en la Exposición de Valladolid por una obra relativa a los periódicos publicados en la ciudad desde comienzos del siglo XIX. Martínez Gómez, que fue director de La Crónica Mercantil (1880), falleció en Zaragoza el 30 de septiembre de 1887.